# Хартум (аэропорт)
Международный аэропорт Хартума (англ. Khartoum International Airport, араб. مطار الخرطوم الدولي‎) — аэропорт в Хартуме, столице Судана.

## История
Во время второй мировой войны здесь был создан полевой аэродром ВВС Великобритании "Gordon's Tree". В 1942 году значение этого района увеличилось, так как для переброски авиации в Египет англичане проложили воздушную трассу: через Центральную Африку от Такоради (Золотой Берег) над Нигерией, Французской Экваториальной Африкой и Англо-Египетским Суданом до Египта.
19 декабря 1955 года суданский парламент объявил Судан независимым государством, а 1 января 1956 года (после официального признания независимости Египтом и Великобританией) Судан был провозглашён независимой республикой. Аэропорт в Хартуме стал единственным международным аэропортом на территории страны.
В 2012 году был подписан контракт на строительство нового аэропорта в Хартуме. Он будет способен обслуживать 7 млн пассажиров в год.
Аэропорт является базовым для авиакомпании Air West.

## Галерея

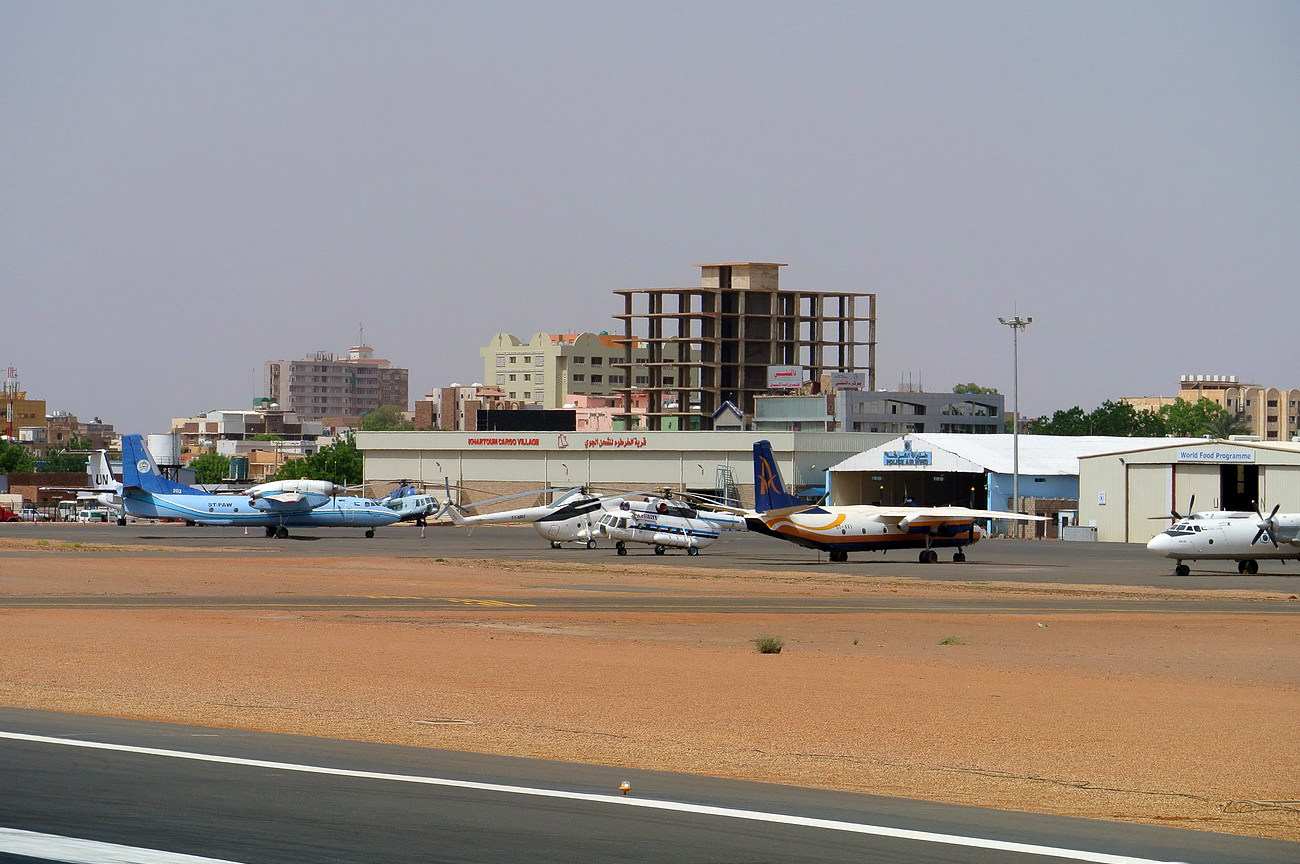
Самолёты на перроне аэропорта
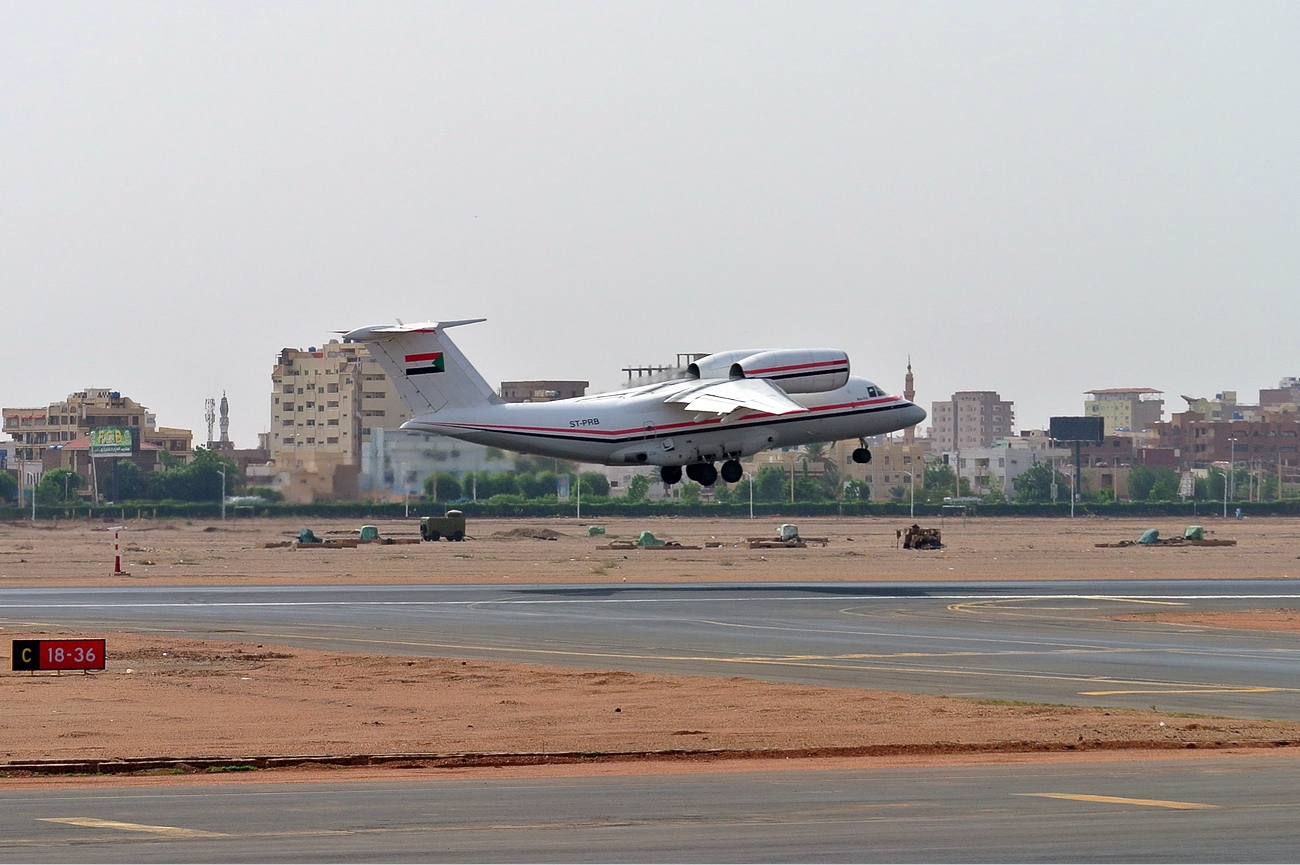
Ан-74 на взлёте

## Инциденты
- 27 августа 1952 года Vickers Viscount во время испытательного полёта получил повреждения. Правое шасси разрушилось при приземлении[5].
- 19 июля 1983 года выполняя чартерный рейс, Douglas C-47A N480F компании Chevron совершил аварийную посадку на фюзеляж (без выпуска шасси). Причиной аварийной посадки стал отказ обоих двигателей вскоре после взлёта, вероятно, из-за загрязнённого топлива. Все 27 человек на борту выжили[6].
- 8 ноября 2007 года самолет Ан-12 авиакомпании Juba Air Cargo вылетел из аэропорта Хартум. Через две минуты после взлета командир доложил об отказе двигателя из-за столкновения с птицами. При заходе на посадку столкнулся с проводами[7].
- 10 июня 2008 года самолёт Airbus A310-324 Sudan Airways при посадке выкатился за пределы взлётно-посадочной полосы и загорелся, погибли 30 человек[8].
- 30 июня 2008 года самолёт Ил-76 авиакомпании Ababeel Aviation потерпел крушение после взлёта. Все 4 члена экипажа погибли[9][10].
- 3 октября 2018 года на взлётно-посадочной полосе произошло столкновение двух самолётов ВВС Судана Ан-32 и Ан-30[11].
- 15 апреля 2023 года в ходе Битвы за Хартум чиновники Сил быстрого реагирования Судана (СБР) заявили о захвате аэропорта. 18 апреля 2023 года в, с 18:00 по местному времени было объявлено очередное прекращение огня, в ходе чего бои в районе аэропорта утихли. По данным Flightradar24, в аэропорту Хартума были повреждены несколько самолетов авиакомпаний Saudia, Badr Airlines и SkyUp Airlines (см. Уничтожение самолётов в аэропорту Хартума (2023)).